# سیارک ۵۹۲۲
سیارک ۵۹۲۲ (به انگلیسی: 5922 Shouichi، نامگذاری:1992UV) پنج هزار و نهصد و بیست و دومین سیارک کشف شده‌است که در ۲۱ اکتبر ۱۹۹۲ کشف شد.
قدر مطلق سیارک برابر ۱۱٫۸۰ است.